# Марія Даманакі
Марія Даманакі (грец. Μαρία Δαμανάκη; нар. 18 жовтня 1952, Айос-Ніколаос, Греція) — грецький політик, колишній лідер Сінаспізмосу (радикальної лівої партії). З 2003 року — член Загальногрецького соціалістичного руху (ПАСОК).
З 2010 року є європейським комісаром з питань морських справ і рибальства.